# Tarso Marques
Tarso Anibal Santanna Marques (n. 19 ianuarie 1976, în Curitiba, Brazilia) este un fost pilot de curse, care a evoluat în Campionatul Mondial între anii 1996 și 1997 și în sezonul 2001.

## Cariera în Formula 1
| Sezon | Echipă                 | Puncte      | Loc clasament general |
| ----- | ---------------------- | ----------- | --------------------- |
| 1996  | Minardi Team           | 0           | -                     |
| 1997  | Minardi Team           | 0           | -                     |
| 2001  | European Minardi F1    | 0           | -                     |
| 2002  | Go KL Minardi Asiatech | Pilot teste | -                     |